# Colt Single Action Army
 Der er for få eller ingen kildehenvisninger i denne artikel, hvilket er et problem. Du kan hjælpe ved at angive troværdige kilder til de påstande, som fremføres i artiklen.

Colt Peacemaker, Colt Single Action Army (også kendt som model P, Peacemaker, M1873, Single Action Army, SAA, og Colt 45) er en enkeltvirkende revolver med en drejelig cylinder, der kunne indeholde seks patroner af metal. Den var designet til den amerikanske regerings tjenesterevolver-forsøg i 1873 af Colt's Patent Firearms Manufacturing Company, i dag Colt's Manufacturing Company, og benyttet som standardrevolver for værnepligtige frem til 1892.
Colt Single Action Army har været fremstillet i over 30 forskellige kalibre og forskellige længder af løbet. Dens overordnede udseende har været uændret siden 1873. Colt har indstillet sin produktion to gange, men genoptog den på grund af stor efterspørgsel. Revolveren var lige populær hos kvægfarmere, ordenshåndhævere, og forbrydere, men de nuværende modeller købes oftest af samlere og rollespillere. Dens design har påvirket produktionen af en lang række andre modeller fra andre firmaer.